# سشيو فوستر
سشيو فوستر (بالإنجليزية: Sesshu Foster)‏‏ (5 أبريل 1957 - )؛ شاعر، وروائي من الولايات المتحدة.